# Повар и певица
«Повар и певица» — советский художественный фильм, снятый режиссёрами Мукадасом Махмудовым и Валерием Харченко в 1978 году.

## Сюжет
Повар Тахир и певица Зухра, провалившись на экзаменах, не теряют присутствия духа. Случайно зайдя в Дом Быта Хасан Хасаныч Бармалиев, весёлый, но хитрый управляющий трестом «Бюро коммунальных услуг», принимает Тахира и Зухру в бригаду автопоезда, который призван обслуживать жителей малодоступных районов Памира. С музыкой и песнями, участвуя в свадьбе и на праздновании дня рождения герои радуют местное население. Со временем спекулятивные дела «Бармалея» становятся темой обсуждения на собрании, но принятое решение в пользу Хасана Хасаныча оставляет ситуацию без изменений. Бармалею удается разрушить отношения между Тахиром и Зухрой, но мать Зухры с дочерью догоняют автокараван. Интриги Хасан Хасаныча раскрываются, и он покидает бригаду. Но Зухра и Тахир все равно не помирились, и автопоезд уезжает без Зухры.

## В ролях
| Актёр                                        | Роль                                                                              |
| -------------------------------------------- | --------------------------------------------------------------------------------- |
| Махфират Хамракулова                         | певица Зухра (вокал — Алла Пугачёва)                                              |
| Рустам Уразаев                               | повар Тахир (вокал — Геннадий Трофимов)                                           |
| Борис Сичкин                                 | Хасан Хасаныч Бармалиев, «Бармалей», директор Дома Быта (вокал — Михаил Боярский) |
| Гульсара Абдуллаева (в титрах Г. Абдуллаев)  | Тути-ханум, мать Зухры                                                            |
| Алишер Ходжаев                               | Ахмед                                                                             |
| Люция Рыскулова                              | Шахерезада                                                                        |
| Исмаил Абдуллаев                             | Камалбек                                                                          |
| Назаршо Гульмамадов                          |                                                                                   |
| Шамси Джураев                                | Садык                                                                             |
| Рустем Одинаев                               | Ташмат                                                                            |
| И. Солиев                                    |                                                                                   |
| Гани Акзамов                                 | дедушка Зиё                                                                       |
| Султан Ахмедов                               |                                                                                   |
| Мухаммад-Али Махмадов (в титрах А. Махмудов) | Марат, жених Тани, внук Зиё                                                       |
| Л. Шульц                                     | Таня, невеста Марата                                                              |

```
Вокальное озвучивание:
```

- Алла Пугачёва — певица Зухра (роль Махфират Хамракуловой): «Лунная вода», «Мама», «Если долго мучиться», «Мы не любим друг друга»
- Геннадий Трофимов — повар Тахир (роль Рустама Уразаева): «Лунная вода», «Тахир и Зухра»
- Михаил Боярский — Хасан Хасаныч «Бармалей» (роль Бориса Сичкина): «Бармалей», «Пережитки»
- ВИА «Апрель» - «Верьте - не верьте», «Тахир и Зухра»

## Съёмочная группа
- Автор сценария: Тимур Зульфикаров
- Режиссёр-постановщик: Мукадас Махмудов, Валерий Харченко
- Оператор-постановщик: Александр Панасюк, Георгий Хасанов
- Художник-постановщик: Владимир Мякота
- Композитор: Александр Зацепин Песни на стихи Леонида Дербенёва, Юрия Энтина

## Музыка в фильме
В фильме звучат песни Аллы Пугачёвой из её первого сольного альбома «Зеркало души» 1977 года:
- «Мы не любим друг друга» (А. Зацепин — Л. Дербенёв)
- «Если долго мучиться» (А. Зацепин — Л. Дербенёв)

Инструментальное сопровождение — вокально-инструментальный ансамбль под управлением Виталия Клейнота.